# Team Gotland Volleyboll
Team Gotland Volleyboll är Gotlands största volleybollklubb. Säsongen 2014/2015 har klubben ett herrlag i superettan. Klubben är en sammanslagning från olika klubbar. Det finns även ungdomslag för både pojkar och flickor som spelar i Stockholmsserien (Stockholm Volley Cup).